# John Reeves
John Reeves (1º maggio 1774 – 22 marzo 1856) è stato un naturalista inglese.

## Biografia
Nel corso della sua vita raccolse una vasta collezione di stampe cinesi raffiguranti piante e animali.
Nel 1808 venne nominato Ispettore del Tè per la Compagnia britannica delle Indie orientali. Introdusse per la prima volta in Occidente un vasto numero di piante ornamentali.
Il suo nome è commemorato dal muntjak di Reeves e dal fagiano di Reeves.